# Aryeh Finkel
Aryeh Leib Finkel dit Aryeh Finkel (né le 28 juillet 1931 à Jérusalem en Palestine mandataire et mort le 9 août 2016 à Modiin Illit) est un rabbin orthodoxe israélien, Mashgia'h Rou'hani (guide spirituel) de la yechiva de Mir à Jérusalem, avant de devenir le rosh yeshiva de la branche du quartier de Brachfeld à Modiin Illit, de 2005 jusqu'à son décès. 

## Biographie
Aryeh Finkel est (né le 28 juillet 1931 à Jérusalem en Palestine mandataire. Son père est le rabbin Chaim Zev Finkel, Mashgia'h Rou'hani (guide spirituel) de la yechiva de Mir.  Son grand-père paternel est le rabbin Eliézer Yehouda Finkel (Pologne et Jérusalem), le rosh yeshiva de la yechiva de Mir. Son beau-frère est Avigdor Nebenzahl est un posekéf et rosh yeshiva, ancien grand-rabbin de la vieille ville de Jérusalem.